# 阿图罗·阿曼多·莫利纳
阿图罗·阿曼多·莫利纳·巴拉萨上校（西班牙語：Arturo Armando Molina Barraza，1927年8月6日—2021年7月19日），1972年7月1日至1977年7月1日出任萨尔瓦多第36任总统。生于圣萨尔瓦多。1973年石油危机导致食品价格上涨、农业产量下降，社会经济不平等的状况进一步加深，社会动荡加剧。为此，莫利纳制定了一系列土地改革措施，要求重新分配给农民大量土地。由于把持土地的上层精英的反对，改革失败，更加剧了人们对政府普遍的不满。